# Amore a mille... miglia
Amore a mille... miglia (Going the Distance) è un film del 2010 diretto da Nanette Burstein, con Drew Barrymore e Justin Long.

## Trama
Erin e Garrett stanno trascorrendo le vacanze estive a New York, quando si incontrano, si innamorano e vivono una breve ma intensa relazione. Terminate le vacanze, i due credono che tutto sia finito poiché mentre lui resta a New York lei ritorna nella sua città: San Francisco. Nonostante la distanza che li separa non riusciranno però a fare a meno l'uno dell'altra e decidono, nonostante i pareri contrari degli amici, di continuare la loro relazione a distanza.

## Produzione
La New Line Cinema approvò la sceneggiatura scritta da Geoff LaTulippe nei primi mesi del 2009 e affidò la regia del film a Nanette Burstein. La fase di casting si svolse principalmente nel mese di marzo e gli attori Justin Long e Drew Barrymore furono tra i primi attori ad entrare nel cast. Nei mesi seguenti iniziarono le riprese, svolte interamente a New York.

## Distribuzione
Il film è stato distribuito nelle sale cinematografiche statunitensi il 13 agosto 2010, dalla New Line Cinema. La Warner Bros. si è occupata del resto del mondo, compresa l'Italia, dove il film è uscito poco meno di un mese dopo la distribuzione americana, il 3 settembre.

## Accoglienza

### Incassi
Complessivamente il film ha incassato oltre 40 milioni di dollari.

### Critica
Il Chicago Tribune ha espresso un giudizio positivo sul film, apprezzando in particolar modo la fotografia di 	Eric Steelberg e l'interpretazione di Drew Barrymore. Digital Spy ha spiegato che si tratta di un film simpatico e divertente, poiché molto realistico, mentre The Reel Critic ha apprezzato la chimica tra Drew Barrymore e Justin Long, definendoli perfetti per il ruolo che hanno interpretato. Commenti positivi per il film e l'interpretazione di Drew Barrymore sono arrivati anche dal San Francisco Chronicle.